# Aldehuela (Teruel)
Aldehuela es una localidad de la provincia de Teruel, en Aragón, España. Actualmente forma parte del municipio de Teruel.

## Toponimia
El topónimo Aldehuela presenta el diminutivo -uela como terminación toponímica, que sigue al arabismo indicador de núcleo de población, en este caso aldea. Según Agustín Ventura Conejero, este sufijo común en la provincia de Teruel se aplicó a pueblos que eran pequeños, a veces para darles un matiz afectivo.
Se escribe El Aldehuela a principios del siglo XV, cuando en 1409 Benedicto XIII concede la gracia del quinto decimero a la fábrica de la Catedral del Salvador de Zaragoza y lo aplican en 1412. En el Libro del Reparto del General de 1489-1491, se escribe Aldehuela sin artículo. En el Fogaje de 1495, se escribe Aldehuella.

## Geografía
Ubicada en la vertiente oeste de la sierra de Coronillas (sector de la sierra de Camarena), en el margen izquierda de la Rambla de Maranyo, al sudeste de Castralvo, al este de Villaspesa y Villastar y al norte de Cubla.

## Historia
Propiedad de la tierra: Siempre de realengo, por pertenecer a la comunidad aragonesa. Estuvo encuadrada en la comunidad de aldeas de Teruel en la Sesma del Campo de Cella (por lo menos desde 1309), pero no presentaba continuidad territorial con el núcleo de esta sesma y se supone que perteneció antes a la Sesma del Campo de Sarrión con otras aldeas sudorientales, ya que la creación de la Sesma del Campo de Visiedo con aldeas de la Sesma del Campo de Cella obligó a reorganizar las sesmas, haciendo pasar, como compensación, a cuatro aldeas de los alrededores de la sierra de Camarena (Aldehuela, Castralvo, Camarena y Cubla) desde la Sesma de Sarrión a la de Cella.
En 1495 era la Sobrecollida de Montalbán. En 1646 era una localidad de la vereda de Teruel. Entre 1711 y 1833 era el Corregimiento de Teruel. Tenía la categoría de aldea por lo menos desde 1711, pero en 1785 ya tenía la categoría de lugar, teniendo ayuntamiento en 1834. Era del partido judicial de Teruel. A mediados del siglo XIX, el lugar tenía contabilizada una población de 400 habitantes. Aparece descrito en el primer volumen del Diccionario geográfico-estadístico-histórico de España y sus posesiones de Ultramar de Pascual Madoz de la siguiente manera:

ALDEHUELA: l. con ayunt. de la prov., part. jud., adm. de rent. y dióc. de Teruel (2 leg.), aud. terr. y c. g. de Zaragoza (30 1/2): sit. sobre una colína arcillosa combatida fuertemente por los vientos del N. con clima saludable. Tiene 107 casas, una escuela de primeras letras dolada con los fondos de propíos, y una igl. parr. bajo la advocacion de San Lamberto, servida por un cura, 2 beneficiados y 3 dependientes: el curato es de térm. y lo provee S. M. ó el ordinario, segun los meses en que vaca. Confina el térm. con los de Castralbo, Cascante, Puebla de Valverde y Villasted, estendiéndose por cada uno de los referidos puntos 3/4 de hora poco mas ó menos. El terreno ademas de ser bastante desigual es secano y algo montuoso: se cultivan 656 yugadas de tierra fuerte ó de 1.ª clase, 328 de 2.ª y 986 de 3.ª: tiene un monte de cerca de una hora de circunferencia que cria hijuelas de encina, pinos, chaparros y buenas yerbas de pasto: prod.: trigo cebada y avena en abundancia, y cria ganado lanar: ind., la arrieria: pobl.: 100 vec.: 400 alm.: cap. imp.: 64,182 rs.: contr.: 10,152 rs. 8 mrs. vn.
(Madoz, 1845, p. 512)

Al comienzo de la Guerra Civil fue ocupada por las milicias republicanas procedentes del Levante. Enclave estratégico de gran importancia durante el conflicto, ya que desde sus cerros se divisaba una gran extensión de territorio, incluida la capital, Teruel. Se construyeron en los alrededores de la localidad y en los montes de Aldehuela, diversas fortificaciones. Destacan las de «La Somera», el observatorio principal del Ejército del Levante, ubicado en el cerro Coronillas (justo al lado del vértice geodésico y desde donde se divisa todo Teruel) y el búnker que domina el acceso al pueblo por la carretera de Teruel. El pueblo fue «capital del ala izquierda» y aquí llegarían unidades militares como la Columna de Hierro. Desde esta zona partiría la 40 División de Carabineros, mandada por el Mayor Nieto, al inicio de la ofensiva gubernamental de diciembre de 1937, contando con sus Brigadas 82, 84 y 87, algunas de ellas formadas mayoritariamente por Carabineros. En julio de 1938, con el avance de las tropas franquistas hacia Valencia, toda la línea caería, incluida Aldehuela.
En el pico Coronillas se encuentra un monolito que recuerda la muerte del aviador franquista Carlos de Haya.
El municipio de Aldehuela desapareció en 1971, al ser incorporado junto con los de Campillo, Castralvo y Valdecebro al término municipal de Teruel.

## Demografía
| Gráfica de evolución demográfica de Aldehuela entre 1842 y 1970 |
| |
| Población de derecho según los censos de población del INE Población de hecho según los censos de población del INEEntre el censo de 1981 y el anterior, este municipio desaparece porque se integra en el municipio 44216 (Teruel) |